# Jean Deshors
Jean Deshors, né le 26 octobre 1901 à Blanzac (Haute-Loire) et mort le 23 janvier 1985 dans cette même commune, est un homme politique français.

## Biographie
Issu d'une famille d'agriculteurs, lui-même exploitant agricole, Jean Deshors est conseiller municipal de son village, Blanzac, en 1928, puis maire en 1933. En 1936, il tente en vain sa chance aux élections législatives.
Pendant l'occupation, il reste maire de sa commune, et participe à la mise en place par le régime de Vichy de la Corporation paysanne.
En 1945, il figure en troisième position sur la liste du centre et de la droite menée par Paul Antier en Haute-Loire pour l'élection de la première constituante, et devient député.
L'année suivante, le MRP ayant décidé de présenter sa propre liste, il figure en deuxième position sur celle de Paul Antier, et est réélu.
Pendant ces deux mandats, il intervient principalement sur les problèmes du rationnement et la défense des intérêts des paysans.
Réélu député en novembre 1946, dans les mêmes conditions, il est vice-président de la commission de la presse.
Mais il se fait surtout remarquer par son soutien déguisé aux collaborateurs de la seconde guerre mondiale. En 1949, il dépose une proposition de loi visant à les amnistier, intervient longuement en octobre et novembre 1950 sur le même sujet, et, en novembre 1951, il demande la libération de Philippe Pétain.
Pendant ce mandat, il entre au conseil général de la Haute-Loire, élu en 1949 dans le canton de Saint-Paulien. Il conserve ce mandat jusqu'en 1967.
En 1951, il est troisième sur la liste de Paul Antier, Eugène Pebellier, ayant bénéficié d'une amnistie pour sa participation à la collaboration, étant placé en deuxième position. Grâce au système des apparentements, il est néanmoins réélu.
Il participe au débat sur la loi Barangé, favorable à l'enseignement privé, qu'il soutient, et défend l'année suivante le développement de l'enseignement agricole, qu'il propose de faire organiser par les chambres d'agriculture. Cette position s'explique en partie par le fait qu'il vient lui-même d'être élu président de la chambre d'agriculture de la Haute-Loire, fonction qu'il conserve jusqu'en 1967.
Lors des municipales de 1953, il ne sollicite pas le renouvellement de son mandat de maire, et se contente d'un poste d'adjoint.
En 1956, du fait de la concurrence d'une liste poujadiste et d'apparentements moins large, la liste de Paul Antier perd un siège, et Jean Dehors n'est pas réélu député. Il retrouve cependant son siège, pour un mandat, en 1958.

## Détail des fonctions et des mandats
Mandats locaux
- 1933 - 1935 : Maire de Blanzac
- 1935 - 1945 : Maire de Blanzac
- 1945 - 1947 : Maire de Blanzac
- 1947 - 1953 : Maire de Blanzac
- 1949 - 1955 : Conseiller général du canton de Saint-Paulien
- 1955 - 1961 : Conseiller général du canton de Saint-Paulien
- 1961 - 1967 : Conseiller général du canton de Saint-Paulien

Mandats parlementaires
- 21 octobre 1945 - 10 juin 1946 : Député de la Haute-Loire
- 2 juin 1946 - 27 novembre 1946 : Député de la Haute-Loire
- 10 novembre 1946 - 4 juillet 1951 : Député de la Haute-Loire
- 17 juin 1951 - 1er décembre 1955 : Député de la Haute-Loire
- 23 novembre 1958 - 9 octobre 1962 : Député de la 2e circonscription de la Haute-Loire